# Рокки
«Ро́кки» (англ. Rocky) — американский спортивный драматический фильм с Сильвестром Сталлоне в роли боксёра Рокки Бальбоа. Производство организовывалось и контролировалось продюсерами Ирвином Уинклером, Робертом Чартоффом и их компанией Chartoff-Winkler Productions, а на должность режиссёра был нанят Джон Эвилдсен, снявший фильм по сценарию Сталлоне. Среди прочих актёров, задействованных в фильме, значатся Талия Шайр, Берт Янг, Карл Уэзерс в роли Аполло Крида, Бёрджесс Мередит и другие.
Первый прокатный кинопоказ фильма состоялся 20 ноября 1976 года в Нью-Йорке, а полноценный кинотеатральный прокат в США начался 3 декабря того же года. При производственном бюджете до 1,1 млн долларов «Рокки» стал самым кассовым фильмом года в американском кинопрокате (117,2 млн), а в кинопрокате других стран собрал 107,8 млн, сумев заработать в целом 225 млн. Фильм удостоился преимущественно положительных отзывов зрителей и критиков, а также завоевал три премии «Оскар» и премию «Золотой глобус», принеся широкую известность исполнителю главной роли Сильвестру Сталлоне. Успех фильма также поспособствовал формированию одноимённой медиафраншизы, которая насчитывает 8 фильмов-продолжений с неизменным участием Сталлоне в качестве актёра и сценариста — 5 прямых сиквелов, выходивших с 1979 по 2006 годы, а также три фильма побочной серии о сыне Аполло Крида и его наставнике Рокки Бальбоа, начавшейся в 2015 году с киноленты «Крид: Наследие Рокки».
В 2006 году фильм вошёл в американский Национальный реестр фильмов, как имеющий особенное культурное, историческое или эстетическое значение. В России фильм был показан на телеканале НТВ в 1995 году.

## Сюжет
Действие фильма происходит с 25 ноября 1975 по 1 января 1976, в городке Кенсингтон неподалёку от Филадельфии. Главный герой Рокки Бальбоа — боксёр-любитель. Днём Рокки выбивает деньги у должников своего босса — местного криминального авторитета Тони Гаццо, а по вечерам тренируется и выступает на ринге. Сам он живёт в нищете в маленькой квартире в старом доме. Рокки пытается познакомиться с застенчивой девушкой Эдриан Пеннино, продавщицей в зоомагазине и младшей сестрой его друга Полли. Поначалу она не обращает внимания на парня, ибо он косноязычен и имеет криминальную репутацию. Однако Рокки упорно добивается расположения девушки и приглашает её на свидание. Они начинают встречаться.
Случилось так, что чемпион мира Аполло Крид решил провести свой очередной бой в Филадельфии. Однако накануне поединка соперник Аполло получает серьёзную травму руки. Не желая откладывать намеченный бой, Крид решает встретиться с каким-нибудь местным новичком и развернуть из этого помпезную рекламную акцию, приуроченную к 200-летию США. Так чемпион планирует ещё больше раскрутить своё имя и увеличить популярность. Аполло понравилась кличка Рокки — «Итальянский жеребец» (англ. The Italian Stallion), и он решает дать неизвестному боксёру шанс стать чемпионом мира в тяжелом весе. Тренеры замечают, что Рокки боксирует в правосторонней стойке, неудобной для Аполло, но тот не обращает на это внимания, предполагая «положить» противника в третьем раунде.
Сам же Рокки поначалу отказывается от поединка, ссылаясь на то, что он не соответствует уровню Аполло и публика будет разочарована. Помимо разницы в мастерстве, Аполло превосходит соперника физически. Вес Рокки — 90 кг, вес Аполло — 98 кг. Однако предложенные $150 тыс. заставляют согласиться. Рокки начинает усиленно готовиться к бою и тренируется под руководством отставного профессионального боксёра Микки Голдмилла. Бой начинается 1 января 1976 года. Аполло устраивает целое представление, войдя в зал в образе Джорджа Вашингтона и затем Дяди Сэма. Аполло не относится к противнику серьёзно, но Рокки в первом же раунде внезапно посылает чемпиона мира в нокдаун. Крид теснит Рокки. У него заплыл от ударов глаз, и Рокки просит секундантов разрезать кровоподтёк, чтобы он мог видеть. Благодаря своей природной способности держать удар Бальбоа выстоял все 15 раундов. В конце боя он едва не склоняет чашу весов в свою сторону. У Аполло сломано ребро, он не может дышать, но дотягивает до последнего раунда. В итоге Аполло выигрывает судейским решением с минимальным перевесом. В концовке Эдриан прорывается сквозь толпу репортёров и бросается в объятья Рокки.

## В ролях
| Актёр              | Роль                            |
| ------------------ | ------------------------------- |
| Сильвестр Сталлоне | Рокки Бальбоа                   |
| Талия Шайр         | Эдриан Пеннино                  |
| Берт Янг           | Поли Пеннино                    |
| Карл Уэзерс        | Аполло Крид                     |
| Бёрджесс Мередит   | Микки Голдмилл                  |
| Джо Спинелл        | Тони Гаццо                      |
| Тэйер Дэвид        | Майлс Йергенс                   |
| Тони Бёртон        | Тони «Дюк» Эверс, тренер Аполло |
| Педро Лавелл       | Спайдер Рико                    |
| Джоди Летиция      | Крошка Мари                     |

Джо Фрейзер сыграл сам себя перед началом боя между главными героями. Одного из главных уличных певцов, поющих возле огня, сыграл родной брат Сильвестра Сталлоне — Фрэнк Сталлоне.

## Производство

### Замысел
Сильвестр Сталлоне написал сценарий для «Рокки» за три с половиной дня, вскоре после просмотра боя между Мухаммедом Али и Чаком Уэпнером, который состоялся в Ричфилде, штат Огайо, 24 марта 1975 года. Уэпнер проиграл техническим нокаутом в 15-м раунде, и немногие ожидали, что этот бой продлится так долго. Несмотря на то, что эта история побудила Сталлоне начать работу над «Рокки», он впоследствии отрицал, что Уэпнер вдохновил его на написание сценария, и даже предложил Уэпнеру попробоваться на роль спарринг-партнера Рокки в «Рокки 2». Уэпнер оказался очень слабым актёром и не прошёл кастинг. В дальнейшем, по словам Уэпнера, Сталлоне обещал дать ему роль в каком-нибудь из своих фильмов, но так этого и не сделал. В 2003 году Уэпнер подал в суд на Сталлоне, обвинив последнего в том, что тот «нажился на его биографии, ничего не заплатив». Сталлоне утверждал, что прямых отсылок к биографии Уэпнера в фильме не было, а сам Чак уже получил свою долю славы как «настоящий Рокки», так как слухи о предстоящем фильме распространились ещё до премьеры. Иск был удовлетворен вне суда, после того как Сталлоне выплатил Уэпнеру неразглашённую сумму. Другими источниками вдохновения стали истории из жизни реальных боксёров, таких как Рокки Марчиано и Джо Фрейзер, а также автобиография Рокки Грациано «Somebody Up There Likes Me» и одноименный фильм.
Представителям кинокомпании «United Artists» понравился сценарий Сталлоне, они находили его подходящим для таких звёзд как Роберт Редфорд, Райан О’Нил, Бёрт Рейнольдс или Джеймс Каан. Тем не менее Сталлоне настаивал на том, что именно он должен играть главную роль. Позже, в одном из интервью, Сталлоне заявил, что «никогда не простил бы себя, если бы фильм стал успешным с кем-то другим в главной роли». Также он знал, что продюсерский контракт Ирвина Уинклера и Роберта Чартоффа со студией позволил бы ему поддержать проект в случае нехватки средств. Производственный бюджет фильма в итоге составил 1 075 000 долларов, ещё 100 000 долларов были потрачены на гонорары продюсеров и 4,2 миллиона долларов — на рекламные расходы.

### Актёрский состав
Хотя продюсеры были уверены в сценарии и идее фильма Сталлоне, они не хотели рисковать с его названием. У продюсеров также возникли проблемы с подбором артистов на роли других персонажей кинокартины. Реальный боксёр Кен Нортон, который первоначально планировался на роль Аполло Крида, ушёл из проекта, и роль в конечном итоге была отдана Карлу Уэзерсу. Согласно The Rocky Scrapbook, на роль Эдриан изначально была выбрана актриса Кэрри Снодгресс, но разногласия о размере гонорара заставили продюсеров искать другие варианты. Сьюзен Сарандон прошла прослушивание на роль, но её образ был признан излишне ярким для персонажа. После прослушивания Талии Шайр продюсеры и режиссёр утвердили на роль именно её.
На образ персонажа Аполло Крида оказал влияние боксёр Мухаммед Али, который трижды сражался с Фрейзером. Некоторые из самых запоминающихся моментов сюжета — сцены боёв Рокки и его пробежка по ступеням художественного музея Филадельфии во время подготовки к бою — взяты из реальной карьеры Джо Фрейзера, за которые он тем не менее не получил никаких денег от создателей фильма.
Из-за весьма маленького бюджета фильма второстепенные роли играли члены семьи Сталлоне. Его отец бьёт в гонг в начале и конце раундов, брат Фрэнк играет уличного певца, а его первая жена Саша была одним из фотографов. Другие камео исполнили Стью Нахан в роли спортивного комментатора, как и радио- и телеведущий Билл Болдуин, а также Ллойд Кауфман, основатель независимой кинокомпании Troma. Диана Льюис, в то время ведущая новостей в Лос-Анджелесе играет в небольшой сцене в качестве телерепортёра. Тони Бёртон сыграл роль тренера Аполло Крида, Тони Эверса.

### Съёмки
Съёмки «Рокки» начались 9 января 1976 года. Они проходили в основном в различных частях Филадельфии, а несколько сцен снимались в Лос-Анджелесе. Камера «Steadicam» использовалась для плавных съёмок во время тренировок и пробежек Рокки.
Определённые элементы сценария были изменены уже в процессе съёмок. Оригинальный вариант был гораздо более мрачен: к примеру, персонаж Микки Голдмилла был изображён как расист, а в финале Рокки бросает профессиональный бокс.
Сталлоне и Уэзерс получили травмы при съёмках финального боя: у Сталлоне были ушибы рёбер, а у Уэзерса был повреждён нос.
Сцена первого свидания между Рокки и Эдриан, на котором главный герой подкупает уборщика, чтобы тот разрешил покататься уже после закрытия катка, была снята таким образом только из-за нехватки бюджета. Первоначально эту сцену планировали снять на катке в рабочее время. Тем не менее продюсеры решили, что не могут позволить себе нанять массовку, необходимую для такой сцены.

### Музыка
Музыка к фильму «Рокки» была написана Биллом Конти. Фактически, Дэвид Шайр (муж Талии Шайр на тот момент) был первым, кто получил возможность сочинять музыку для фильма, но вынужден был отказаться от работы из-за других обязательств. Позже Джон Эвилдсен обратился к Конти. «Бюджет на музыку составлял 25 тысяч», — говорил Эвилдсен. «Это включало: гонорар композитора, который должен был заплатить и музыкантам, аренду студии, покупку ленты для записи».
Основная музыкальная тема кинокартины «Gonna Fly Now» заняла первое место в списке «Hot 100» журнала Billboard на одну неделю (со 2 по 8 июля 1977 года), после чего Американский институт киноискусства поставил её на 58-е место в рейтинге «100 лучших песен из американских фильмов за 100 лет по версии AFL». Альбом с саундтреком был выпущен 12 ноября 1976 года лейблом United Artists Records. Позже он был переиздан в 1988 году компанией EMI на CD и аудиокассетах.

## Награды и номинации
| Премия                              | Дата церемонии  | Категория                            | Лауреаты и номинанты                                                 | Итог      |
| ----------------------------------- | --------------- | ------------------------------------ | -------------------------------------------------------------------- | --------- |
| «Оскар»                             | 28 марта 1977   | Лучший фильм                         | Роберт Чартофф, Ирвин Уинклер                                        | Победа    |
| «Оскар»                             | 28 марта 1977   | Лучший режиссёр                      | Джон Г. Эвилдсен                                                     | Победа    |
| «Оскар»                             | 28 марта 1977   | Лучший оригинальный сценарий         | Сильвестр Сталлоне                                                   | Номинация |
| «Оскар»                             | 28 марта 1977   | Лучшая мужская роль                  | Сильвестр Сталлоне                                                   | Номинация |
| «Оскар»                             | 28 марта 1977   | Лучшая женская роль                  | Талия Шайр                                                           | Номинация |
| «Оскар»                             | 28 марта 1977   | Лучшая мужская роль второго плана    | Бёрджесс Мередит                                                     | Номинация |
| «Оскар»                             | 28 марта 1977   | Лучшая мужская роль второго плана    | Берт Янг                                                             | Номинация |
| «Оскар»                             | 28 марта 1977   | Лучшая песня                         | Кэрол Коннорс, Айн Роббинс, Билл Конти                               | Номинация |
| «Оскар»                             | 28 марта 1977   | Лучший монтаж                        | Ричард Хэлси, Скотт Конрад                                           | Победа    |
| «Оскар»                             | 28 марта 1977   | Лучший звук                          | Гарри Уоррен Тетрик, Уильям Л. Маккоги, Лайл Дж. Бёрбридж, Бад Алпер | Номинация |
| BAFTA                               | 1978            | Лучший фильм                         |                                                                      | Номинация |
| BAFTA                               | 1978            | Лучший режиссёр                      | Джон Г. Эвилдсен                                                     | Номинация |
| BAFTA                               | 1978            | Лучшая мужская роль                  | Сильвестр Сталлоне                                                   | Номинация |
| BAFTA                               | 1978            | Лучший сценарий                      | Сильвестр Сталлоне                                                   | Номинация |
| BAFTA                               | 1978            | Лучший монтаж                        | Ричард Хэлси                                                         | Номинация |
| «Золотой глобус»                    | 29 января 1977  | Лучший фильм (драма)                 |                                                                      | Победа    |
| «Золотой глобус»                    | 29 января 1977  | Лучший режиссёр                      | Джон Г. Эвилдсен                                                     | Номинация |
| «Золотой глобус»                    | 29 января 1977  | Лучший сценарий                      | Сильвестр Сталлоне                                                   | Номинация |
| «Золотой глобус»                    | 29 января 1977  | Лучшая мужская роль (драма)          | Сильвестр Сталлоне                                                   | Номинация |
| «Золотой глобус»                    | 29 января 1977  | Лучшая женская роль (драма)          | Талия Шайр                                                           | Номинация |
| «Золотой глобус»                    | 29 января 1977  | Лучшая музыка к фильму               | Билл Конти                                                           | Номинация |
| «Грэмми»                            | 23 февраля 1978 | Лучшая музыка, написанная к фильму   | Билл Конти                                                           | Номинация |
| Премия Гильдии режиссёров США       | 12 марта 1977   | Лучшая режиссура кинофильма          | Джон Г. Эвилдсен                                                     | Победа    |
| Премия Гильдии сценаристов США      | 24 марта 1977   | Лучший оригинальный сценарий (драма) | Сильвестр Сталлоне                                                   | Номинация |
| «Давид ди Донателло»                | 24 июля 1977    | Лучший иностранный актёр             | Сильвестр Сталлоне                                                   | Победа    |
| Национальный совет кинокритиков США | 22 декабря 1976 | Десять лучших фильмов                |                                                                      | Победа    |
| Национальный совет кинокритиков США | 22 декабря 1976 | Лучшая женская роль второго плана    | Талия Шайр                                                           | Победа    |
| Премия Японской киноакадемии        | 1978            | Лучший иностранный фильм             |                                                                      | Победа    |
| Голубая лента                       | 1978            | Лучший иностранный фильм             | Джон Г. Эвилдсен                                                     | Победа    |
| Премия ASCAP                        | 1988            | Лучшее исполнение                    | Кэрол Коннорс, Айн Роббинс, Билл Конти                               | Победа    |

### Последующее признание
- 100 лучших американских фильмов за 100 лет по версии AFI: 78-е место (список 1998 года), 57-е место (список 2007 года)
- 100 самых остросюжетных американских фильмов за 100 лет по версии AFI (2001): 52-е место
- 100 лучших героев и злодеев по версии AFI (2003): Рокки Бальбоа занял 7-е место в списке героев
- 100 лучших песен из американских фильмов за 100 лет по версии AFI (2004): песня Gonna Fly Now заняла 58-е место
- 100 известных цитат из американских фильмов за 100 лет по версии AFI (2005): фраза «Эй, Адриан!» англ. Yo, Adrian! заняла 80-е место
- 100 самых вдохновляющих американских фильмов за 100 лет по версии AFI (2006): 4-е место
- 10 лучших американских фильмов в 10 классических жанрах по версии AFI (2008): 2-е место в десятке лучших фильмов о спорте
- Национальный реестр фильмов

## Влияние
Казахстанский боксёр Василий Жиров, олимпийский чемпион 1996 года и чемпион мира по версии IBF (1999—2003), рассказывал:
Я пришёл в бокс после того как увидел фильм „Рокки“, я загорелся желанием быть как Рокки. Первый раз на ринге было больно, пропускал удары, были синяки. Я сказал, что пройду через это, это не так уж и больно, не так уж досадно, это может сделать жизнь лучше.— Интервью порталу Zakon.kz, 2016 год

### Критическая переоценка
В 2016 году обозреватель BBC Николас Барбер дал весьма нелестную оценку и фильму, и той культовости, которая, по его мнению, была совершенно незаслуженной:

Тем не менее его шаткий сюжет, повторяющиеся диалоги и очевидная дешевизна проекта придают ему шарм непричесанной инди-драмы, и именно поэтому он снискал одобрение критиков и номинации на «Оскар», а также заработал уйму денег и породил франшизу. Возможно, Сталлоне и Эвилдсен на это не рассчитывали, но, как и Бальбоа, им просто повезло. Можно ли назвать «Рокки» самым успешным из плохих фильмов в истории кино? Если это так, то именно его низкое качество и принесло ему успех.